# پاشلک ویلسن
پاشلک ویلسن (نام علمی: Gallinago delicata) نام یک گونه از تیره آبچلیک است.